# Hazal Kaya
Leyla Hazal Kaya  (Istambul, 1 de outubro de 1990), mais conhecida como Hazal Kaya, é uma atriz turca.

## Carreira
Kaya começou sua carreira na série de TV Genco. Ela atuou como Özge (Gülay Erkaya). Em 2008, interpretou Nihal Ziyagil em uma moderna adaptação de Aşk-ı Memnu. Kaya participou das duas primeiras temporadas da série de TV intitulada Adını Feriha Koydum como Feriha Yılmaz Sarrafoğlu (2011). No final de 2012, estrelou em uma nova série chamada Filho Yaz Balkanlar 1912 e apareceu em 2013 na série A. Privações.K. A atriz foi protagonista em Itirazım Var, um filme dirigido por Onur Ünlü. Em 2015 participou  de Maral interpretando Maral Erdem.
É uma das atrizes mais bem pagas da Turquia.

## Filmografia

### Filmes
| Ano  | Título                        | Função           | Notas                           |
| ---- | ----------------------------- | ---------------- | ------------------------------- |
| 2011 | Çalgı Çengi                   | Jovem no armazém | Convidado especial da aparência |
| 2011 | Behzat Ç. Seni Kalbime Gömdüm | Berna Ç.         | Convidado especial da aparência |
| 2011 | Ay Büyürken Uyuyamam          | Hülya            | Papel principal                 |
| 2012 | Bu Filho Olsun                | Lale             | Papel principal                 |
| 2013 | Mavi Dalga                    | Arzu             | Convidado especial da aparência |
| 2014 | Itirazım Var                  | Zeynep Bulut     | Papel principal                 |
| 2016 | Kırık Kalpler Economic Bank   | Aslım            | Papel principal                 |
| 2020 | Benden Ne Olur                | Sertab Bal       | Papel principal                 |

### Televisão
| Ano       | Título                   | Função                   | Notas             |
| --------- | ------------------------ | ------------------------ | ----------------- |
| 2006-2007 | Acemi Cadı               | Pelin                    | Aparição          |
| 2006      | Taşların Sırrı           | Bengü                    | Aparição          |
| 2006-2008 | Sıla                     | Berrin                   | Aparição          |
| 2007-2008 | Genco                    | Özge (Gülay Erkaya)      | Papel principal   |
| 2008-2010 | Aşk-ı Memnu              | Nihal Ziyagil            | Função de suporte |
| 2011-2012 | Adını Feriha Koydum      | Feriha Yılmaz Sarrafoğlu | Papel principal   |
| 2012      | Filho Yaz-Balkanlar 1912 | Emine                    | Papel principal   |
| 2013      | A.Ş.K.                   | Azra Özak                | Papel principal   |
| 2015      | Maral                    | Maral Erdem              | Papel principal   |
| 2017      | Bizim Hikaye             | Filiz Elibol Aktan       | Papel principal   |

## Filmes publicitários
| Ano  | Filmes Publicitários |      |        |
| ---- | -------------------- | ---- | ------ |
| Ano  | Filmes Publicitários | 2006 | Tofita |
| 2007 | Nescafé              |      |        |
| 2007 | Molped               |      |        |
| 2007 | Turkcell             |      |        |
| 2008 | Eti Burçak           |      |        |
| 2010 | Penti                |      |        |
| 2012 | Bingo                |      |        |
| 2014 | Lux Saudita          |      |        |

## Estrelado por vídeos de música
| Ano  | Vídeos De Música                   |      |                              |
| ---- | ---------------------------------- | ---- | ---------------------------- |
| Ano  | Vídeos De Música                   | 2008 | Aslı Güngör - Izmir Bilir Ya |
| 2011 | Selçuk Balcı - Deniz Üstünde Fener |      |                              |

## Prémios
| Prémios e Indicações | Prémios e Indicações                                                         | Prémios e Indicações                             | Prémios e Indicações |
| Ano                  | Prémio                                                                       | Categoria                                        | Resultado            |
| -------------------- | ---------------------------------------------------------------------------- | ------------------------------------------------ | -------------------- |
| 2010                 | Kavram Olympic Awards                                                        | Best Young Actress                               | Venceu               |
| 2011                 | Ayaklıgazete.com Awards                                                      | The Most Beautiful Actress                       | Venceu               |
| 2011                 | Dizifilm.com Oscars                                                          | Best Drama Actress                               | Venceu               |
| 2012                 | Ayaklıgazete.com Awards                                                      | Best Actress in History Series                   | Indicado             |
| 2012                 | Televizyondizisi.com Awards                                                  | Most Popular Actress                             | Indicado             |
| 2012                 | Sosyalmedya.cc Awards                                                        | Best Actress                                     | Venceu               |
| 2012                 | Eniyiyisec.com Awards                                                        | Best Actress                                     | Venceu               |
| 2012                 | Bakmoda.com Awards                                                           | Best Actress                                     | Venceu               |
| 2013                 | Sayidaty Arab Journal                                                        | Best Turkish Female Star                         | Venceu               |
| 2013                 | 2.Crystal Mouse Media Awards                                                 | Best Actress                                     | Indicado             |
| 2013                 | MagaziMedya.com                                                              | Turkey's Most Beautiful Screen Face              | Indicado             |
| 2013                 | Gazete5.com                                                                  | Best Actress                                     | Indicado             |
| 2013                 | Sizcene.com Awards                                                           | The Most Beautiful TV Actress in Turkey          | Venceu               |
| 2013                 | Magazincity.com Awards                                                       | Best Actress on TV                               | Venceu               |
| 2013                 | Politics Magazine Awards                                                     | TV Actress of the Year                           | Indicado             |
| 2013                 | YılınFenomeni.com                                                            | Phenomenon Actress of the Year                   | Indicado             |
| 2013                 | OMÜ 3. Media Awards                                                          | Best Actress                                     | Indicado             |
| 2014                 | Ayaklıgazete.com Awards                                                      | Best Drama Actress                               | Indicado             |
| 2014                 | 2.Düzce University Media Awards                                              | Best Actress                                     | Indicado             |
| 2014                 | 5.KTÜ Media Awards                                                           | The Most Admired Actress                         | Indicado             |
| 2014                 | Bilgisefi.com                                                                | The Most Beautiful Actress in Turkey             | Indicado             |
| 2014                 | Felsebiyat Journal Cinema Nominees                                           | The Actress of the Year                          | Indicado             |
| 2014                 | The Medal of Excellence for the Most Influential Figures in the World Awards | Medal of Excellence                              | Venceu               |
| 2014                 | Top 33 Of The Most Beautiful Women On TV Awards                              | The Breathtaking Women                           | Venceu               |
| 2015                 | Lebanon Awards                                                               | Best Actress                                     | Venceu               |
| 2015                 | TelevizyonDizisi.com Awards                                                  | Best Actress                                     | Indicado             |
| 2015                 | Marie Claire Turkey                                                          | The Most Favorite Actress                        | Indicado             |
| 2015                 | Eurasia Best Awards                                                          | Best Actress                                     | Indicado             |
| 2015                 | 4.Crystal Mouse Media Awards                                                 | Best Actress                                     | Indicado             |
| 2016                 | 7.KTÜ Media Awards                                                           | The Most Admired Actress                         | Indicado             |
| 2017                 | Latina Turkish Awards                                                        | Best Kissing Scene (Hazal Kaya - Çağatay Ulusoy) | Venceu               |
| 2017                 | Turkey Youth Awards                                                          | Best TV Actress                                  | Indicado             |
| 2017                 | Stars of the Year Awards                                                     | Most Popular Female TV Series                    | Indicado             |
| 2018                 | IU Student Council 1453 Awards                                               | Best Actress of the Year                         | Indicado             |
| 2019                 | Latina Turkish Awards                                                        | Best Actress                                     | Venceu               |
| 2019                 | Latina Turkish Awards                                                        | Best Series Pair (Hazal Kaya - Burak Deniz)      | Venceu               |
| 2019                 | 19.Internet Media Best of the Year Awards                                    | Best Actress                                     | Venceu               |
| 2019                 | İstanbul Aydın University Communication Awards                               | Best Actress                                     | Venceu               |